# San Bernardino, Paraguay
San Bernardino este un oraș din departamentul Cordillera, Paraguay.